# あひるの学校
『あひるの学校』（あひるのがっこう）は、1968年10月29日から1969年9月30日までNHK総合テレビで放送されたテレビドラマ。放送時間は毎週火曜日 20時〜21時

## 概要
阿川弘之の小説を原作とする。頑固で真面目一徹な父親と、現代的で明るく活発な3人娘の関係をコミカルに描いたホームドラマである。父は大学から企業の研究室に移って旅客機の設計に携わる工学者、姉妹はそれぞれ、カレーライス屋、スクラップ車を撮影する写真家、アテンダントである。先行作品の『ケンチとすみれ』が建築をテーマにしていたのを受けて、交通が物語のテーマになっている。

## キャスト
- 三津田俊彦：芦田伸介
- 三津田千鶴子（長女・カレーライス屋）：十朱幸代
- 三津田さおり（次女・写真家）：加賀まりこ
- 三津田妙子（三女・アテンダント）：津田京子
- 染谷四郎（大和航空重役）[3]：安部徹
- 玉井三千代：若林映子
- 六助（千鶴子の婚約者）:川地民夫
- 熊田勝利（廃品回収業者）[3]：寺尾聰
- 権藤壮五郎：三国一朗
- 千田教官（妙子の上官）:高城淳一
- 若林忠彦（俊彦の部下）： 北浦昭義
- 川江（大和航空パイロット・妙子の恋人）：三木敏彦
- 妙子の同僚：夏純子、工藤明子
- 古今亭志ん朝
- 三波伸介
- 市原悦子
- 金子信雄
- 織賀邦江
- 鈴木光枝
- 佐々木剛
- 小橋玲子

## スタッフ
- 原作 - 阿川弘之「あひる飛びなさい」、「ぽんこつ」、「カレーライス」ほか[1]
- 脚本 - 阪田寛夫[1]、倉本聰[1]
- 制作 - 館野昌夫[1]
- 演出 - 中山三雄[1]、篠原篤彦[1]、大原誠[1]
- 音楽 - 広瀬健次郎
- 制作 - NHK